# Nara (riu)
El Nara - (rus) Нара - és un riu de Rússia, un afluent per l'esquerra de l'Okà, pertany a la conca hidrogràfica del Volga.
Neix al llac Poletskogo i discorre per les óblasts de Moscou i de Kaluga. Té una llargària de 158 km i una conca de 2.030 km². El riu roman glaçat des de novembre-desembre fins a abril. Els seus principals afluents són: Beriózovka, Serpeika, Txavra, Temenka, Txerníxnia, Ístia, Xatuka i Txernitxka. Passa per les ciutats de Naro-Fominsk i Sérpukhov.